# Los Brugals (Cellers)
Los Brugals és un indret i partida del terme municipal de Castell de Mur, dins de l'antic terme de Guàrdia de Tremp, al Pallars Jussà, en l'àmbit del poble de Cellers i de la Serra del Montsec.
És a prop de l'extrem sud-oest del terme, a ponent del poble de Cellers, al vessant nord de la carena que des de Cellers puja cap al Serrat Alt. Està situat a l'esquerra del barranc de la Font de Margarit, al sud-oest de lo Canar, al nord-est de l'Obaga del Tic-tac i a llevant del Planell de Gipon. El Camí dels Brugals discorre pel límit nord d'aquesta partida. Es tracta d'una zona boscosa, amb arbres fruit d'una repoblació forestal després de l'incendi sofert l'abril del 2003.